# Frank Wykoff
Frank Clifford Wykoff (* 29. Oktober 1909 in Des Moines, Iowa; † 1. Januar 1980 in Altadena, Kalifornien) war ein US-amerikanischer Leichtathlet und Olympiasieger. Er ist bis heute der einzige Leichtathlet, der dreimal olympisches Gold im Staffellauf errang und jeweils einen neuen Weltrekord aufstellte.

## Karriere
Wykoff hatte seinen internationalen sportlichen Durchbruch bei den IX. Olympischen Spielen 1928 in Amsterdam. Den 100-Meter-Lauf beendete er mit einem vierten Platz und im 4-mal-100-Meter-Staffellauf gewann er, als erster Läufer startend, zusammen mit seinen Mannschaftskameraden James Quinn, Charles Borah und Henry Russell die Mannschafts-Goldmedaille mit einer neuen Weltrekordzeit von 41,0 s, vor den Mannschaften aus Deutschland und Großbritannien.
Nach den Olympischen Spielen ging Wykoff an die University of Southern California, wo ihn Dean Cromwell trainierte. 1928 und 1931 gewann er die AAU-Meisterschaften über 100 Yards und die NCAA-Meisterschaften 1930 und 1931 über die gleiche Distanz. Im Mai 1930 stellte er mit 9,4 s über 100 Yards einen neuen Weltrekord auf, den er einen Monat später bestätigte. 1931 stellte er mit der Mannschaft einen neuen Weltrekord mit 40,8 s über 4-mal 100 Meter auf.
Bei den X. Olympischen Spielen 1932 in Los Angeles ging Wykoff in der 4-mal-100-Meter-Staffel als letzter an den Start und beendete diesen mit einer Gesamtzeit von 40,0 s und der Goldmedaille, zusammen mit Bob Kiesel, Emmett Toppino und Hector Dyer, vor den Mannschaften aus Deutschland und Italien. Vier Jahre später, bei den XI. Olympischen Spielen 1936 in Berlin konnte Wykoff seinen Erfolg von 1932 wiederholen. Zusammen mit Jesse Owens, Ralph Metcalfe und Foy Draper gewann er die Goldmedaille mit einem neuen Weltrekord von 39,8 s vor den Mannschaften aus Italien und Deutschland. Nach seinem Rücktritt vom aktiven Sport arbeitete Wykoff in der Schulbehörde von Los Angeles.